# Nostra Senyora de les Virtuts (Villena)

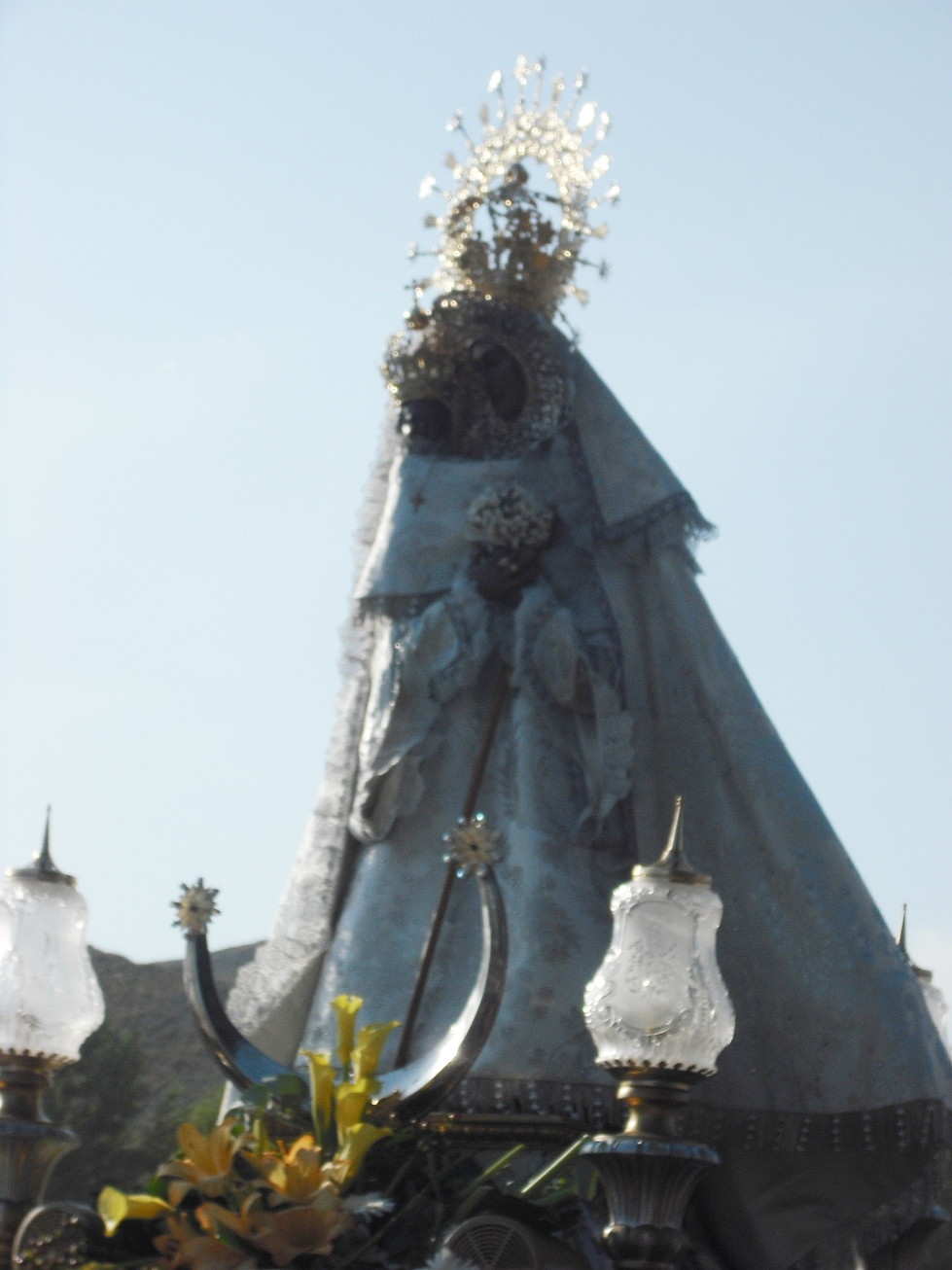
Nostra Senyora de les Virtuts de Villena.

Nostra Senyora de les Virtuts, també coneguda com a Verge de les Virtuts és una advocació de la Mare de Déu venerada a Villena (País Valencià).
En el seu honor se celebren les festes de Moros i Cristians de Villena de 4 al 9 de setembre. La seva imatge es conserva en el Santuari de Nostra Senyora de les Virtuts de Les Virtuts, pedanía de Villena. La talla actual data de l'any 1939 i és obra d'Antonio Navarro Santafé.
Segons la tradició, en 1474 la hi va proclamar com nova patrona i "advocada contra la pesta". No obstant això, no hi ha constància històrica que aquesta data sigui la correcta, ja que la primera notícia que es té del santuari és en una ordre dels Reis Catòlics datada el 30 de juliol de 1490 en la qual es conta que els veïns van fugir de nou allí a causa d'altra epidèmia de pesta. Per tant, cal buscar una epidèmia de pesta que ocorregués prop de 1474 i abans de 1490, i hi ha constància que ocorregués una en 1476, coincidint amb la revolta contra el Marquès de Villena. Així s'explica que es triés una nova patrona en substitució de l'antiga, la Verge de les Neus, lligada als odiats marquesos de Villena.